# Terytorium neutralne
Terytorium neutralne – obszar, który nie jest integralną częścią żadnego państwa ani terytorium powstałym w rezultacie umowy międzypaństwowej (żadne z umawiających się państw nie ustanawia na jego obszarze swojej jurysdykcji).

## Terytoria i strefy neutralne w historii
- Brytyjsko-hiszpańska strefa neutralna – w czasie wojny angielsko-hiszpańskiej w 1727 r. Hiszpania próbowała odzyskać zbrojnie Gibraltar (zajęty przez Anglików w 1704) co jednak zakończyło się porażką. Po tej wojnie mocą traktatu w Sewilli w 1729 została ustalona strefa neutralna między brytyjskim obszarem Gibraltaru a hiszpańską miejscowością La Línea de la Concepción o długości 600 toises (ok. 1140 m) – szeroką na więcej niż odległość dwóch strzałów armatnich między Hiszpanami a Brytyjczykami. W 1908 r. Brytyjczycy zbudowali ogrodzenie w części strefy do której wysunęli roszczenia czego nie uznali Hiszpanie. Oznaczało to faktyczny podział strefy[1]. Hiszpania nie uznaje „granicy” z Gibraltarem – używa terminologii „ogrodzenie”, „płot”, „zasieki”.
- Neutralny Moresnet[2] – strefa neutralna istniejąca od 1816 r. pomiędzy Królestwem Zjednoczonych Niderlandów (od 1830 Holandią i Belgią) a Prusami (od 1871 Niemcami). Zlikwidowana została ostatecznie w 1920 r.
- Pas neutralny polsko-litewski – pas neutralny pomiędzy Litwą Środkową (od 1922 Polską), a Republiką Litewską, utworzony 17 grudnia 1920 r. i zlikwidowany 22 maja 1923 r, o szerokości ok. 6 km. W teorii stanowił on strefę neutralną, w rzeczywistości jednak była to strefa zdemilitaryzowana rozdzielająca obie zwaśnione strony[3]. Strefa podzielona została w zasadzie po równo między oba państwa – pomimo znacznej przewagi ludności polskojęzycznej (zob. Samorząd Warwiszki).
- Tanger – w latach 1923–1956 miał status strefy międzynarodowej, formalnie nie podlegającej władzy żadnego państwa (z wyjątkiem lat 1940–1945, kiedy to znajdował się pod hiszpańską okupacją), administrowanej przez kolejnych przedstawicieli kilku państw europejskich. W 1956 został włączony do Maroka.
- Saudyjsko-Kuwejcka strefa neutralna – istniejąca w latach 1922–1970 strefa neutralna między Arabią Saudyjską a Kuwejtem.
- Saudyjsko-Iracka Strefa Neutralna – istniejąca między Irakiem a Arabią Saudyjską w latach 1922–1981 (wyrejestrowana w ONZ w 1991).
- Jerozolima (projekt) – 29 listopada 1947 r. Zgromadzenie Ogólne ONZ przyjęło plan podziału Palestyny. Miały powstać dwa państwa: żydowskie (obszar: 14,1 tys. km²) i arabskie (obszar: 11,7 tys. km²), natomiast Jerozolima miała być strefą neutralną pod kontrolą ONZ. Realizacji tego planu przeszkodził wybuch w 1948 wojny arabsko-izraelskiej[4].

## Terytoria neutralne współcześnie
- Antarktyka. Obecnie w zasadzie jedynym powszechnie uznanym terytorium neutralnym (z wyjątkiem stref zdemilitaryzowanych pomiędzy państwami będącymi w stanie wojny) jest Antarktyda, a szerzej Antarktyka, która na mocy Traktatu Antarktycznego z roku 1961 nie stanowi obszaru żadnego z państw, choć roszczenia terytorialne do Antarktyki zgłosiły: Argentyna, Australia, Chile, Francja, Norwegia, Nowa Zelandia i Wielka Brytania, to zostały one na mocy tego traktatu zamrożone do 2041 roku.
- Hiszpańsko-marokańskie strefy neutralne – na granicy hiszpańsko-marokańskiej – a dokładniej: granicach hiszpańskich eksklaw w Afryce Północnej: Ceuty i Melilli z Marokiem.